# 撒切爾 (內布拉斯加州)
撒切爾（英語：Thatcher）是位於美國內布拉斯加州切里縣的非建制地區。

## 歷史
撒切爾的郵局於1884年設立，其後於1889年停運。

## 地理
撒切爾所處的海拔為高於海平面815米（即2674英呎），而該地所採用的時區為UTC-6，即北美中部时区（CST）。同時該地設有夏令時間，為UTC-6調快一小時，即UTC-5（CDT）。